# Immaturi - La serie
Immaturi - La serie è una serie televisiva italiana diretta da Rolando Ravello trasmessa su Canale 5 dal 12 gennaio 2018 e ispirata al primo Immaturi di Paolo Genovese, qui direttore artistico. Nel cast compaiono alcuni attori già presenti nella pellicola, come Ricky Memphis, Luca Bizzarri, Paolo Kessisoglu, Maurizio Mattioli e Michele La Ginestra.
Inizialmente, il 10 gennaio 2018, è stato annunciato il rinnovo per una seconda stagione, ma in seguito, a causa degli ascolti della prima stagione, passati dal 19% di share del debutto all'11,9% dell'ultimo episodio trasmesso, la rete ha deciso di cancellare la serie.

## Trama
Alla soglia dei 40 anni, alcuni ex compagni di scuola si ritrovano a dover ripetere l'esame di maturità, poiché è stato annullato dal Ministero della Pubblica Istruzione. Frequentando l'anno scolastico, entrano in contatto con la nuova generazione, facendo un tuffo nel passato, rivivendo le paure e le ansie che solo la scuola sa dare, giocano a fare gli eterni giovani mentre gli adolescenti si dimostrano spesso più maturi e attenti ai veri valori della vita. Frequenteranno l'ultimo anno del liceo classico scoprendo che in fondo non si smette mai di imparare.

## Episodi
| Stagione       | Episodi | Prima TV Italia |
| -------------- | ------- | --------------- |
| Stagione unica | 8       | 2018            |

## Personaggi ed interpreti

### Principali
- Lorenzo Romanini (stagione 1), interpretato da Ricky Memphis.
- Piero Mistico (stagione 1), interpretato da Luca Bizzarri.
- Virgilio Montesi (stagione 1), interpretato da Paolo Kessisoglu.
- Francesca Coppetti (stagione 1), interpretata da Nicole Grimaudo.
- Luisa Cappiello (stagione 1), interpretata da Irene Ferri.
- Serena Serafini (stagione 1), interpretata da Sabrina Impacciatore.

### Personaggi secondari
- Maurizio Romanini (stagione 1), interpretato da Maurizio Mattioli.
- Padre Stefano (stagione 1), interpretato da Michele La Ginestra.
- Claudia Russo (stagione 1), interpretata da Ilaria Spada.
- Daniele Di Giulio (stagione 1), interpretato da Daniele Liotti.
- Iole Romanini (stagione 1), interpretata da Paola Tiziana Cruciani.
- Gianni "Tutor" (stagione 1), interpretato da Ninni Bruschetta.
- Cinzia (stagione 1), interpretata da Ivana Lotito.
- Gigi Ferone (stagione 1), interpretato da Paolo Calabresi.
- Savino Ferone (stagione 1), interpretato da Andrea Carpenzano.
- Lucrezia Serafini (stagione 1), interpretata da Carlotta Antonelli.
- Simona Fabbri (stagione 1, interpretata da Mihaela Irina Dorlan.
- mamma di Simona (stagione 1), interpretata da Sandra Ceccarelli.
- Simone (stagione 1), interpretato da Lorenzio Gioielli.
- Amodeo (stagione 1), interpretato da Luciano Scarpa.
- Andrea Galardini (stagione 1), interpretato da Roberto Zibetti.
- Prof. Formighi (stagione 1), interpretata da Annalisa Aglioti.
- Doriana (stagione 1), interpretata da Ludovica Bizzaglia.
- Emma Cappiello (stagione 1), interpretata da Giulia Cragnotti.
- Preside (stagione 1), interpretata da Dodi Conti.
- Luigi Storti (stagione 1), interpretato da Mario Bovenzi.
- Giuseppe Serafini (stagione 1), interpretato da Paolo Giovannucci.
- Sandra (stagione 1), interpretata da Tiziana Buldini.
- Fabrizione (stagione 1), interpretato da Marco Conidi.
- Flavio (stagione 1), interpretato da Massimiliano Franciosa.
- Mimmo (stagione 1), interpretato da Lele Vannoli.
- Francesca Primavera (stagione 1), interpretata da Romana Maggiora Vergano.
- Barbara Biondo (stagione 1), interpretata da Alessia Scriboni.

## Sigla
La sigla, intitolata Immaturi - Eccoci qua, è scritta e interpretata da Luca Barbarossa.